# أغلايا بيضاء الفروع
أغلايا بيضاء الفروع (الاسم العلمي:Aglaia leucoclada) هي نوع من النباتات تتبع جنس الأغلايا من الفصيلة الأزدرختية.